# Tratado de Saint-Germain-en-Laye
El Tratado de Saint-Germain-en-Laye fue firmado y dado a conocer el 10 de septiembre de 1919 entre las potencias aliadas vencedoras de la Primera Guerra Mundial y Austria. En este tratado se estableció de modo definitivo el desmembramiento de la antigua monarquía de los Habsburgo, el Imperio austrohúngaro, y en su lugar quedó reconocida la República de Austria como «estado sucesor», la cual quedó limitada a algunas zonas en las que se hablaba solamente el alemán.

## Circunstancias: discusiones entre los Aliados y situación de la delegación austriaca
Todas las grandes potencias vencedoras en la Primera Guerra Mundial —Francia, Gran Bretaña y Estados Unidos— a excepción de Italia consideraban a Austria de importancia menor en la redacción de los tratados de paz, y se concentraban en el que deseaban imponer a Alemania para asegurar que nunca más pudiera suponer un peligro para la paz en Europa. Esta falta de interés hizo que el borrador de tratado que se presentó a la delegación austriaca fuera casi un calco del entregado a la alemana. Las potencias no prestaron atención al tratado austriaco hasta finales de abril de 1919, cuando ya habían pactado la redacción del tratado con Alemania.
Mientras los alemanes estudiaban el borrador que les entregaron los Aliados, estos invitaron a la delegación austriaca a acudir a París el 12 de mayo para discutir las cláusulas de su propio documento.

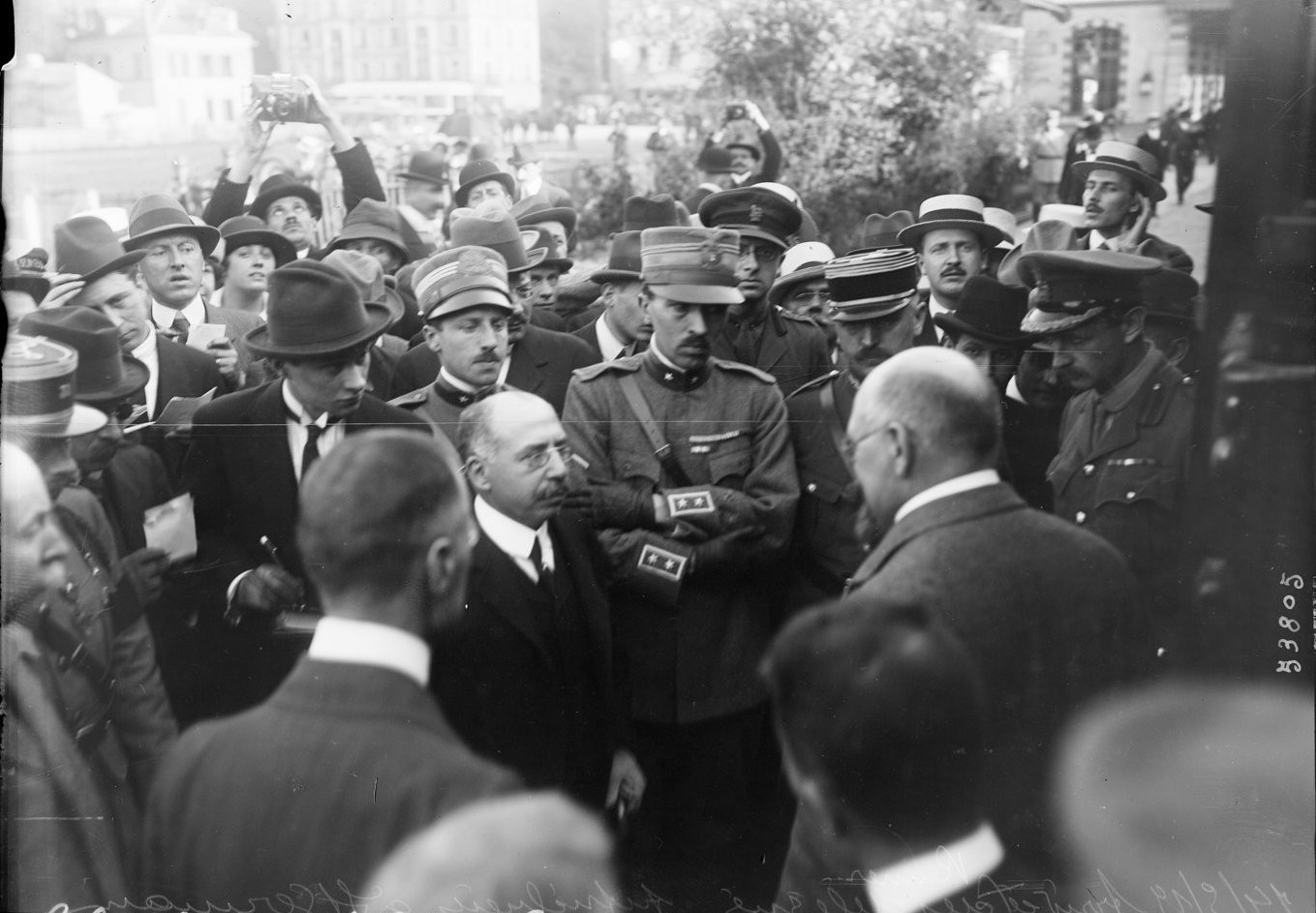
Recepción de la delegación austriaca a la conferencia de paz en Saint-Germain-en-Laye el 14 de mayo de 1919.

El día 4 del mismo mes, los primeros ministros aliados acordaron incluir en los tratados alemán y austriaco una cláusula que impedía en la práctica la unión de las dos naciones, ya que exigía el permiso de la Sociedad de Naciones para llevarla a cabo y, dado que la decisión requería la unanimidad de los países miembros y Francia se oponía rotundamente, equivalía a una prohibición.
La delegación austriaca, encabezada por el canciller socialista Karl Renner llegó a Saint-Germain-en-Laye, localidad a las afueras de París el 14 de mayo. Le acompañaban miembros de los otros dos principales partidos austriacos (el socialcristiano y el pangermano) y una numerosa comitiva de expertos y de representantes de las provincias. Después de cierto retraso, Georges Clemenceau informó a Renner de que se le presentaría el borrador del tratado de paz el día 30. Más tarde, la fecha se retrasó al 2 de junio.
El Consejo Supremo de Guerra trató sobre las compensaciones de guerra que deseaba imponer a las naciones surgidas de la desintegración del Imperio austrohúngaro en la sesión del 22 de mayo. A pesar de las dudas sobre la capacidad de desembolsar grandes sumas de dinero como pago en concepto de compensaciones de guerra de los Estados afectados, los mandatarios aliados mantuvieron la exigencia de cobro —en parte por la presión de la opinión pública en sus países— y crearon una sección especial de la comisión general dedicada a las compensaciones de guerra para calcular el monto que debía corresponder a cada uno. El 26 de mayo y por insistencia italiana, se decidió que Austria sería tratada como país -enemigo, como lo estaba siendo Alemania, y no se mantendrían conversaciones con los expertos de la delegación austriaca. Toda comunicación entre esta y los Aliados se realizaría mediante notas.
El 29 de mayo, el responsable de la revisión de acreditaciones de las distintas delegaciones, Jules Cambon, indicó a los delegados austriacos que los Aliados habían decidido aceptar las suyas como representantes de la «República de Austria», aunque el nombre oficial del nuevo país era República de Austria Alemana —nombre que el resto de países surgidos del desmembramiento del Imperio austrohúngaro rechazaban de plano—. Las esperanzas austriacas de poder negociar las condiciones del tratado de paz se vieron frustradas y la delegación apenas logró mantener algunos contactos oficiosos con representantes de las potencias vencedoras. Gracias a estas los austriacos supieron que los italianos daban por hecha la anexión del Tirol meridional y que probablemente no podrían llevar a cabo la ansiada unión con Alemania.

## Presentación del borrador y reacción austriaca

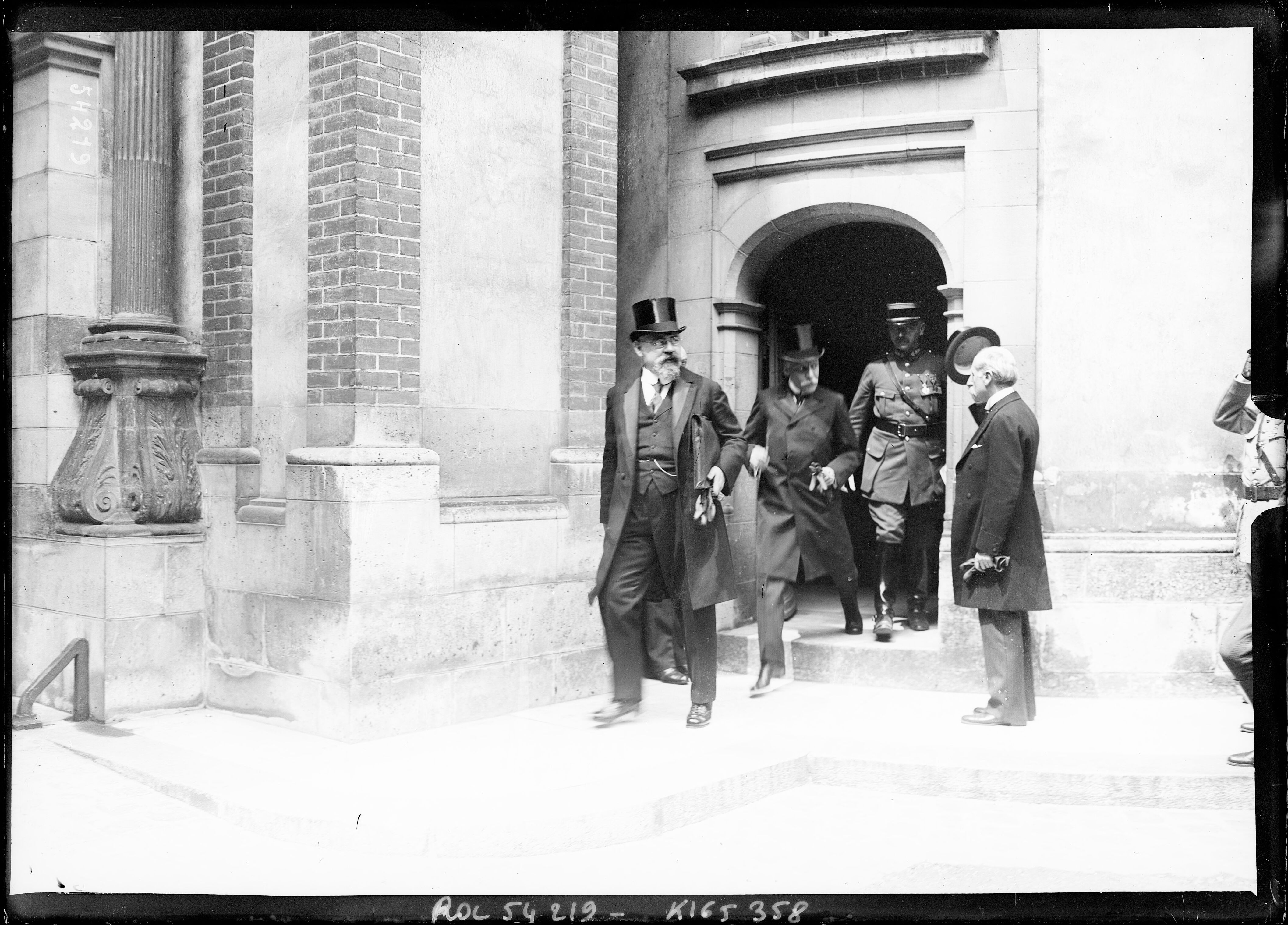
Salida de la delegación austriaca después de recibir el borrador del tratado de paz el 2 de junio de 1919. A la izquierda, el canciller austriaco Karl Renner.

En la sesión plenaria del 2 de junio y de acuerdo a lo anunciado, la delegación austriaca recibió el borrador del tratado con las cláusulas que ya estaban listas. En el discurso del canciller Renner, este trató de presentar a su país como una nación nueva que debía ser tratada igual que el resto de las surgidas del desaparecido imperio y no como el sucesor de este. Las duras condiciones que contenía el documento recibido no sorprendieron a los austriacos, que se apresuraron a preparar su respuesta. Renner regresó a Austria para tratar con sus correligionarios Karl Seitz —presidente de la Asamblea Nacional— y Otto Bauer —ministro de Asuntos Exteriores— y trazar una estrategia frente a los Aliados. Decidieron no aceptar la prohibición de la unión con Alemania —pensaban que esta posibilidad y la amenaza de que los comunistas se hiciesen con el poder podían permitirles obtener mejores condiciones en la redacción definitiva del tratado— e intentar que Italia renunciase a la anexión del Tirol meridional. Por otra parte, aceptaron la pérdida de los territorios bohemios con población alemana.
Bauer fracasó en sus negociaciones con los italianos, contrarios a ceder uno de los pocos territorios que habían obtenido en la conferencia de paz de todos los prometidos durante la guerra. Debido a este grave contratiempo y a sus malas relaciones con los representantes aliados con los que creía no poder llegar a entenderse, Bauer dimitió el 25 de julio.
Sobre las cláusulas económicas, la delegación decidió centrarse en aquellas que suponían una amenaza directa a las finanzas del país y limitarse a realizar una protesta oficial sobre el resto. Convencida de que Austria nunca podría pagar las enormes compensaciones de guerra estipuladas en el borrador del tratado —en realidad, nunca pagó nada— y que la opinión pública en Francia e Italia se opondría a realizar concesiones en ese ámbito, la delegación se concentró en otros aspectos más prácticos.
Mientras, continuaban las discusiones entre los representantes aliados sobre los aspectos financieros del tratado, que aún no estaban fijados: el pago de la deuda del desaparecido imperio y el de las compensaciones de guerra. Para la primera, se decidió que cada país que hubiese obtenido territorio imperial se hiciese cargo de una parte de la deuda que databa de antes de las hostilidades, proporcional a los ingresos que tal porción territorial aportaba a las finanzas imperiales antes de la contienda. La deuda acumulada durante la guerra se repartió de forma diferente: el grueso se atribuyó a Hungría y Austria. Los austriacos solicitaron que, a cambio de que se concediese a los Aliados y al resto de Estados surgidos del imperio la categoría de nación más favorecida como se les exigía, Austria también lo fuese para estos países. Pidieron asimismo que no se confiscase las propiedades de las empresas con sede en Viena que se hallasen en los territorios del imperio desaparecido. Esta última petición les fue concedida.
El 6 de agosto concluyó el plazo dispuesto para las alegaciones austriacas y los Aliados volvieron a retomar la redacción del tratado de paz.

## Características del tratado

Austria después del Tratado de Saint-Germain-en-Laye.

Mediante este tratado se reconocía la completa independencia del Reino de Hungría como Estado autónomo y la creación de los nuevos Estados de Checoslovaquia y Yugoslavia, ambos basados en antiguos territorios del Imperio austrohúngaro. Así, la República de Checoslovaquia quedaba formada por las regiones de Bohemia, Moravia, y el sur de Silesia (antes posesiones de Austria), junto con Eslovaquia (antes dependiente del reino de Hungría). Por otro lado, Austria perdía soberanía sobre Eslovenia, Bosnia, Herzegovina, y Dalmacia que pasaban al Reino de los Serbios, Croatas y Eslovenos, al cual se unían también las regiones de Croacia y Voivodina (exposesiones del reino húngaro). El tratado también incluía la celebración de un plebiscito en las regiones meridionales de Carintia, pobladas en parte por eslovenos.
También se estableció que Austria perdía soberanía sobre el Trentino, el Tirol del Sur, Trieste, Istria, varias islas y puertos de Dalmacia y el Friul, que se integraban al Reino de Italia. La antigua provincia austriaca de Galitzia pasaba a Polonia. La propia Hungría independiente cedería Transilvania, parte del Banato, y la provincia de Bucovina a Rumania, algo que se concretó en el Tratado de Trianon, mientras  la región del Burgenland pasaba a Austria.
Una cláusula importante del tratado era imponer una prohibición de revisar o revocar la independencia de Austria, esto con el fin de impedir cualquier clase de unión política o económica con Alemania (o Anschluss), sin la autorización de la Sociedad de Naciones, ya que tras la disolución del Imperio Austrohúngaro la opinión pública austriaca debatió abiertamente la posibilidad de pactar un acuerdo de unificación con la República de Weimar aprovechando el idioma común y una similar herencia cultural, así como la situación de "países vencidos". Inclusive en enero de 1919 diversos políticos republicanos austriacos habían propugnado que el país se denominase Deutsch-Österreich o "Austria-Germana" para diferenciarse de sus vecinos eslavos y magiares, pero Francia y Gran Bretaña prohibieron este plan y se exigió que la República de Austria eliminase de su nombre toda palabra referida a su germanidad.
El Tratado de Trianon, firmado posteriormente entre los aliados y Hungría, completa el proceso de desmembramiento del Imperio austrohúngaro.
Con este tratado, la mitad de los doce millones de habitantes del Imperio que eran de lengua alemana quedaron fuera de la nueva República de Austria, como fueron los alemanes étnicos en la región de los Sudetes en Checoslovaquia, en la región del Tirol del Sur con capital en Bolzano (ahora súbditos de Italia), y algunas comunidades de habla alemana en Hungría y Rumania (especialmente los Sajones de Transilvania). Esta permanencia de germanoparlantes fuera de Austria causó problemas en dichos países con minorías étnicas formadas por alemanes étnicos que fueron luego pretexto del Tercer Reich a la Segunda Guerra Mundial. Los alemanes de Bohemia y Moravia quedaron integrados en Checoslovaquia.
La desintegración del Imperio austrohúngaro causó tensiones y dificultades entre las nuevas naciones derivadas del viejo Imperio. La propia Austria quedó reducida a un territorio de 80 000 km² (casi el 25 % de su anterior extensión) con una población de unos seis millones de habitantes, un tercio de los cuales vivían en Viena que se convirtió en una capital "muy grande para un país tan pequeño" en tanto el territorio austriaco propiamente dicho no podía sostener financieramente a una capital tan extensa; como resultado la propia Viena perdió población y potencia económica; además la mayor expansión industrial del Imperio se hallaba en Bohemia y su abastecimiento alimentario dependía de la agricultura de Hungría, quedando ambos territorios ahora fuera de la soberanía austriaca, lo cual causó una aguda depresión económica al desaparecer súbitamente las potenciales fuentes de riqueza para la República de Austria. Para colmo, el activo comercio marítimo austriaco quedaba truncado al hallarse todos los puertos mercantes bajo soberanía italiana o yugoslava, lo que haría dudar hasta 1925 sobre la misma "viabilidad económica" de Austria, transformada súbitamente de potente imperio a frágil república.
Austria también quedó obligada a pagar compensaciones de guerra —de cuantía no indicada en el tratado— y a reducir su ejército a solo treinta mil soldados, además de entregar a los aliados la concesión austriaca en Tientsin, China. Las propiedades en territorio aliado quedaron confiscadas, pero no ocurrió lo mismo con aquellas que quedaron en los países que surgieron de la repartición del territorio imperial. La comisión aliada dedicada a las compensaciones de guerra quedaba encargada de estipular el monto de estas y de fijar los plazos de pago, y podía cambiar ambos a voluntad. Podía además imponer leyes económicas a Austria para asegurar el pago. En la práctica, la comisión quedó encargada de la restauración de la economía austriaca, en teoría con el objetivo de que el país fuese capaz de desembolsar las compensaciones impuestas por los Aliados.

## Aceptación
La Asamblea Nacional austriaca finalmente aprobó el tratado de paz el 6 de septiembre, a pesar de presentar una protesta formal. La firma de aquel se realizó el 10 de septiembre, en una sesión plenaria de la conferencia de paz.